# Diary of a Camper
«Diary of a Camper» — короткометражный американский фильм (продолжительность — 1 минута 36 секунд), созданный с использованием компьютерной игры Quake 1996 года, шутера от первого лица, выпущенной ID Software. Она была создана United Ranger Films, подразделением известной группы игроков в компьютерные игры (клана), известной как «Рейнджеры». Фильм был выпущен в Интернет в виде неинтерактивной демозаписи игры. Видео, как правило, считается первым известным примером машинимы — искусства использования в режиме реального времени виртуальной 3D-среды, часто игровых движков, для создания анимационных фильмов. Сюжет фильма сосредотачивается на одиноком «кемпере» (игрок, который ожидает противника в стратегически выгодной позиции, чтобы убить, а не ищет активного и открытого боя), который противостоит пяти членам клана Рейнджерс в deathmatch, типе многопользовательской игры, в которых целью является убийство как можно большего количества противников.
Хотя игроки клана ранее записывали фрагменты игрового процесса, это были, как правило, deathmatch или скоростные прохождения игры, то есть попытки завершить прохождение карты как можно быстрее. «Diary of a Camper» была первой демозаписью, содержащей повествование — текстовой диалог, а не просто демонстрацию игрового процесса. Критики назвали работу примитивной, но признали её роль в начале рассматривания видеоигр в качестве средства для кинопроизводства.

## Сюжет
Сюжет «Diary of a Camper» разворачивается полностью на карте Quake под названием DM6 («The Dark Zone»). После обследования некоторой части области «рейнджеры» собираются вместе и решают послать двух человек, Sphinx и Pyoveli, чтобы разведать область выше. Вскоре после того, как телепортироваться в комнату, кемпер, ожидающий там, убивает их обоих, что было подтверждено в игре текстовыми сообщениями, которые появляются на экране. Остальные три «рейнджера» — ColdSun, ArchV и неизвестный член — повторяют судьбу своих товарищей, то есть следуют в комнату выше и открывают ответный огонь с расстояния, убивая кемпера. Исследуя его останки, они определяют, что их врагом был Джон Ромеро.

## Создание
«Diary of a Camper» был создан благодаря возможности записывать игровой процесс, которая впервые появилась в Doom, компьютерной игре от ID Software, выпущенной в 1993 году. Используя эту функцию, игроки могли умелым образом записывать события игры, а не просто пререндереное видео, а затем воспроизводить их в режиме реального времени через игровой движок. Quake, своего рода «наследник» Doom, открыл новые возможности для игры и настройки, сохраняя при этом способность демозаписи. В книге «Машинима» Келланд, Моррис и Ллойд указывали, что многопользовательские игры стали популярны почти как спорт и демофайлы матчей записывались и изучались. Пол Марино, исполнительный директор Академии искусств и наук машинимы (AMAS), использовал следующую аналогию: «Игроки начали записывать deathmatch с более кинематографическим чутьём …. Обзор игрока стал обзором режиссёра».
Хорошо известные своим мастерством в игре и способностью к созданию модификаций игры (так называемых модов), «рейнджеры» задумали использовать Quake для создания фильма в августе 1996 года и выпустили «Diary of a Camper» 26 октября 1996 года. Новая демозапись группы удивила Quake-сообщество таким необычным использованием игры. По словам Генри Лоуда, «Diary of a Camper» содержит динамичное действие и кровью из предыдущих демонстраций игрового процесса, но в контексте простой истории вместо обычного deathmatch. BusinessWeek в своей статье сравнил события фильма с совершенно типичными для deathmatch. Как и многие его предшественники, демо было записано в Quake в сетевом многопользовательском режиме deathmatch, но «оно ознаменовало переход от спортивной съёмки к созданию фильма. Игроки действовали как актёры, …представляя свои диалоги в виде простого текста…». Лоуд заявил, что «„Diary of a Camper“ разрушает представление о деморолике как о записи игрового процесса», потому что обзор зрителя не зависит «от любого игрока / актёра, фильм не является „снимком“ перспективы от первого лица в шутере». Лоуд назвал фильм «трансформацией соревновательной игры в … минимизированный спектакль», что подчёркивается путём включения в него ссылок на особенности игры, такие как персонаж-кемпер.
Перед выпуском «Diary of a Camper» Уве Гирлих, немецкий докторант, создал демозапись на основе Quake, в которой «координаты игрока и положения камеры могут быть разными». Он добавил, что «для людей, у которых слишком много свободного времени, Quake может заменить полную систему 3D-моделей». Тем не менее, «рейнджеры» создали «Diary of a Camper» до того, как было официально выпущено какое-либо программное обеспечение для редактирования демозаписей. Член клана Эрик «ArchV» Фаулер создал свои собственные утилиты, чтобы изменять положение камеры и соединить записанный материал. Как и во всех постановках United Ranger Films, Хит «ColdSun» Браун написал сценарий, а Мэтт «Unknown Soldier» ван Сиклер выступал в роли директора. В замечаниях к релизу Браун отмечает членов клана Криса «Sphinx» Бирка и Mute как помощников Фаулера с «созданием фильма».
«Diary of a Camper» и фильмы, которые он вдохновил своим созданием, изначально были известны под названием «Quake-фильмы» (англ. Quake movie); термин «машинима» был придуман позже, в 1998 году, в ответ на всё более широкое использование других движков игры. Первоначально существовала некоторая осторожность в именовании задним числом «Diary of a Camper» первой машинимой; статья на сайте Machinima.com от января 2000 года начинается следующими словами: «Это довольно трудно — отследить первые машинимы: такие вещи, как скоростные прохождения Doom, материалы по Stunt Island и демосцены — все соревнуются за это звание. Тем не менее, намного проще определить первый фильм, снятого на 3D-движке игры: „Diary Of A Camper“». Марино заявляет, что AMAS тщательно определила понятие «машинима» в 2002 году как «анимационное кино в режиме реального времени в виртуальной окружающей 3D-среде», отделив тем самым машиниму от корней того искусства, из которого она возникла. Отделив машиниму от демосцены и более ранних демозаписей, он определяет «Diary of a Camper» в качестве первой работы в жанре «машинима». Лоуд также сравнивает фильм с ранними записям из разряда «записи игрового процесса».

## Оценки
Несмотря на признание значения «Diary of a Camper» для появления такого понятия, как машинима, комментаторы критиковали реальное содержание фильма. Марино называют его сюжет «простым», равно как Келланд, Моррис и Ллойд считают, что «там было не так много истории». Лоуд писал, что «эпизод предлагает немного больше, чем краткую шуточную последовательность». Среди рецензий основных сайтов, специализирующихся на Quake-фильмах, интересно мнение Роджера Мэтьюса из «библиотеки Quake-фильмов», который назвал фильм «немногим больше, чем deathmatch с камерой». Пол Коутс на Psyk’s Popcorn Jungle писал «Этот фильм скучный. Это не очень интересно». Стивен Лам из Cineplex сказал, что фильм содержит «странный юмор».
Хотя критики Quake-фильмов обнаружили немало недостатков в «Diary of a Camper», они отметили также и положительные моменты, в том числе новизну произведения, однако их окончательные оценки различны. Мэтьюз пишет, что «операторская работа было очень приятной и ни разу не было совершено ошибки», и Лам дал фильму «высшие 10 баллов за инновационность / оригинальность, потому что [он] дал начало массовому увлечению Quake-фильмами». Из основных сайтов, занимающихся обзорами Quake-фильмов, только Cineplex дал «Diary of a Camper» хорошую общую оценку — 7,5 из 10. Мэтью и Коатс оценили фильм на 20 % и 2 из 10 соответственно. Позже Коутс обновил свой обзор, говоря: «Я чувствую, что слишком остро реагировал на то, что DoaC был стар. Это первый в истории фильм Quake. Я должен дать „рейнджерам“ большую скидку на это …. Но по сегодняшним меркам оценка, кажется, верна».
Благодаря своей значимости «Diary of a Camper» продолжают размещать в презентациях машиним. Это была одна из первых работ, которые были включены в архив машиним, совместный проект Стэнфордского университета, Internet Archive , AMAS и machinima.com. В 2005 году на мероприятии в Стэнфордском университете фильм был представлен позже работ в направлении «машинима», таких как «Red vs. Blue». Кроме того, Австралийский центр живого изображения включил его в выставку машиним, которая закончилась 16 июля 2006 года.